# Élection présidentielle tchèque de 2023
L'élection présidentielle tchèque de 2023 a lieu les 13 et 14 janvier 2023 pour le premier tour et les 27 et 28 janvier 2023 pour le second tour, afin d'élire au suffrage universel direct le président de la République pour un mandat de cinq ans.
Le chef de l'État sortant, Miloš Zeman, n'est pas rééligible, la Constitution limitant à deux le nombre de mandats présidentiels consécutifs.
Le premier tour aboutit à un ballotage entre l'ancien président du gouvernement Andrej Babiš, candidat et président du parti ANO 2011, et Petr Pavel, ancien chef de l'État-Major général tchèque et candidat indépendant soutenu par la coalition Ensemble, principale composante du gouvernement Fiala.
Petr Pavel l'emporte au second tour avec une très large avance, le candidat réunissant près de 59 % des suffrages, pour un taux de participation de 70 %, le plus haut jamais enregistré pour une élection présidentielle en Tchéquie.

## Contexte

### Élection présidentielle de 2018

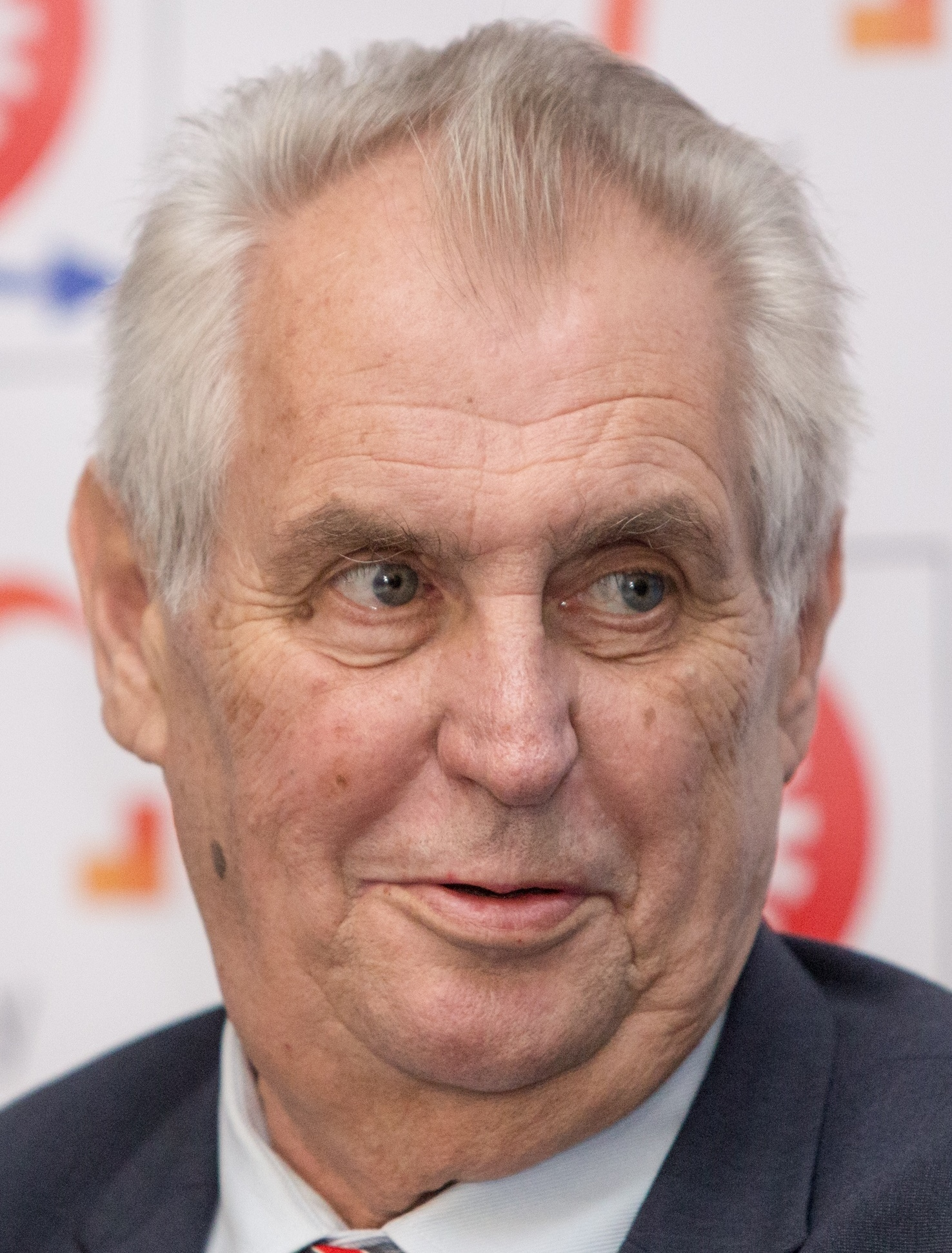
Miloš Zeman

La précédente élection, organisée en janvier 2018, voit Miloš Zeman reconduit au second tour au poste de président de la République tchèque. Issu du Parti des droits civiques (SPO), élu sur un programme pro-européen, Zeman se montre de plus en plus critique envers l'Union européenne pour se tourner vers la Russie et la Chine. Il s'oppose notamment aux sanctions économiques décidées par l'Union européenne à l'encontre de la Russie après l'annexion de la Crimée, et se rapproche progressivement du mouvement populiste ANO 2011, fondé et dirigé par l'influent milliardaire Andrej Babiš, jugé pro-russe,.
Premier président tchèque à être élu au suffrage universel direct depuis une révision de la Constitution opérée en 2012, il transforme une fonction jusqu'alors honorifique en actrice à part entière du jeu politique,. Miloš Zeman s'oppose ainsi au gouvernement de coalition de droite de Petr Nečas, qui chute en 2013, et tente d'imposer un gouvernement de technocrates dirigé par l'économiste indépendant Jiří Rusnok. Les élections législatives qui en découlent voient la victoire du Parti social-démocrate (ČSSD) de Bohuslav Sobotka, qui doit former une coalition gouvernementale avec, notamment, ANO 2011 pour accéder au pouvoir. Andrej Babiš, devenu ministre des Finances, remporte les élections de 2017 et prend la succession de Sobotka comme président du gouvernement, après s'être allié avec les sociaux-démocrates et obtenu le soutien sans participation du Parti communiste (KSČM).
L'élection présidentielle de 2018 prend ainsi la tournure d'un référendum pour ou contre Miloš Zeman,. Sa victoire au second tour, qui connait la participation la plus élevée du pays depuis les législatives de 1998, est alors perçue comme une victoire d'un populiste de droite sur la candidature d'un internationaliste, Jiří Drahoš, dans un contexte de crise migratoire et de grandes problématiques internationales tels le retrait du Royaume-Uni de l'Union européenne et la politique antiatlantiste menée par les présidents américain, Donald Trump, et russe, Vladimir Poutine,,,.

### Élections législatives de 2021
Les élections législatives de 2021 relèguent Andrej Babiš dans l'opposition. ANO 2011 affronte, en effet, deux coalitions de l'opposition, Ensemble (SPOLU) et Pirates et maires (PaS), qui décrochent à elles deux la majorité absolue des sièges, tandis que le Parti social-démocrate et le Parti communiste, soutiens du gouvernement sortant, perdent toute représentation à la Chambre des députés.
Après un mois de négociations, les membres de SPOLU et PaS forment début novembre un nouveau gouvernement, mené par Petr Fiala. Allié de Babiš, le président est un temps jugé susceptible de tenter de reconduire celui-ci,. Le calendrier de formation d'un gouvernement est cependant subitement perturbé par l'hospitalisation de Miloš Zeman. Âgé de 77 ans, ce dernier est, en effet, placé en soins intensifs pour des problèmes de foie peu après une rencontre avec Babiš, laissant les principaux acteurs politiques dans l'expectative,. Réputé alcoolique depuis de nombreuses années, le président était affaibli au point d'avoir dû voter depuis son domicile,,. Lors de son hospitalisation, Zeman finit par accepter de rencontrer Petr Fiala, qui parvient à former un gouvernement de coalition fin novembre 2021 malgré une nouvelle hospitalisation du chef de l'État, cette fois pour cause de Covid-19,.
Le nouveau gouvernement projette notamment la légalisation du mariage homosexuel, qui pourrait intervenir une fois le mandat de Miloš Zeman achevé. Déposé en juin 2022, l'amendement au Code civil fait, en effet, l'objet d'une menace d'un veto par le président de la République, incitant la Chambre à attendre la fin de son mandat. Le gouvernement est surtout confronté, début 2022, à l'invasion de l'Ukraine par la Russie, qui amène l'Union européenne à apporter son soutien à l'Ukraine du président Volodymyr Zelensky et à sanctionner lourdement la Russie. Cette situation amplifie notamment la crise énergétique et la forte hausse de l'inflation que connaît alors l'Europe.

## Système électoral

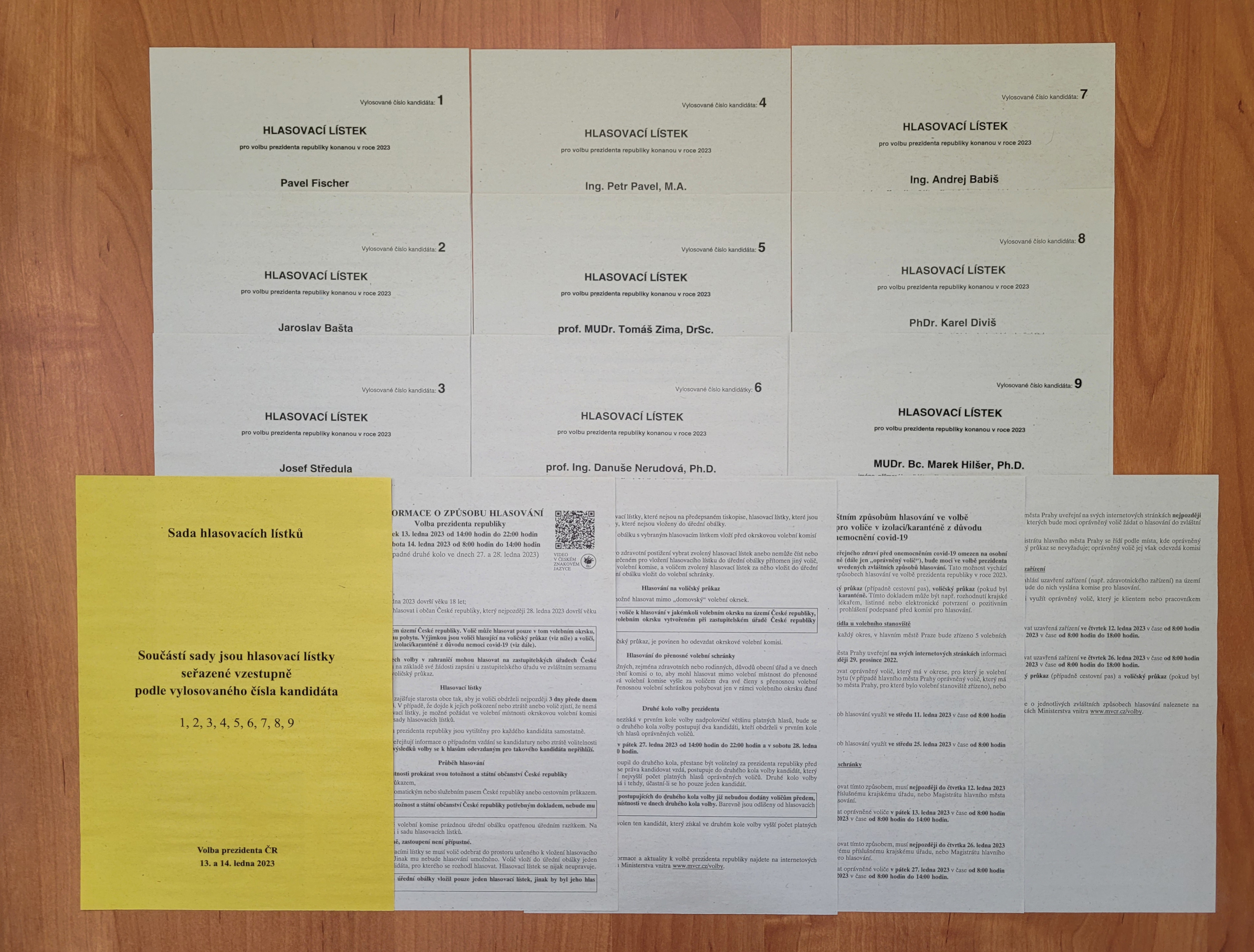
Bulletin de votes au premier tour.

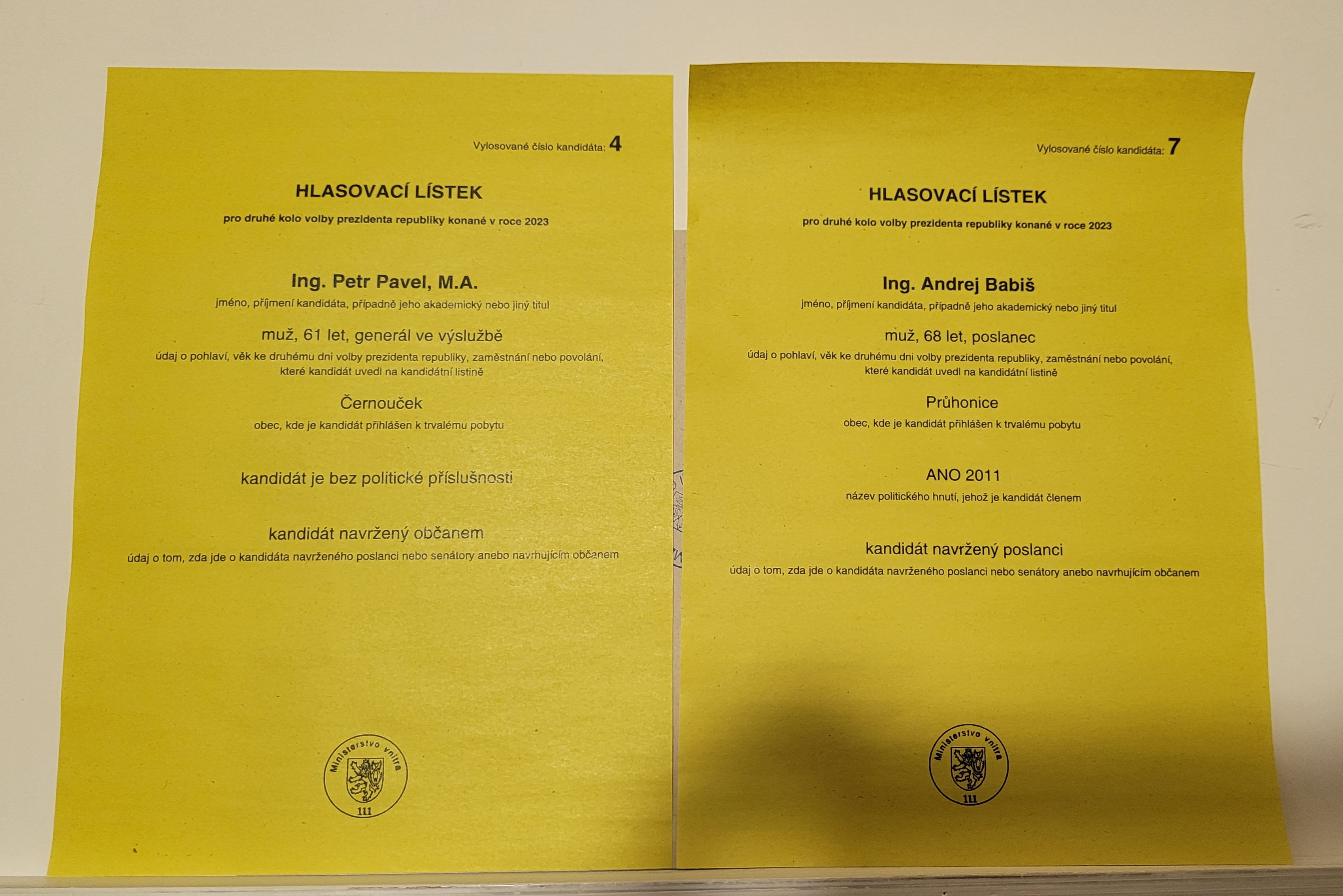
Bulletin de votes au second tour.

Le président de la République tchèque est élu au scrutin uninominal majoritaire à deux tours pour un mandat de cinq ans, renouvelable une fois de manière consécutive. Est élu le candidat qui remporte au premier tour la majorité absolue des suffrages exprimés. À défaut, un second tour est convoqué dans les quatorze jours qui suivent afin de départager les deux candidats arrivés en tête au premier. Est alors élu le candidat qui réunit le plus de voix au second tour. Dans les deux cas, le président du Sénat proclame élu le candidat vainqueur.
L'élection a lieu au suffrage universel direct depuis une révision constitutionnelle effectuée en 2012, appliquée pour la première fois en 2013. Auparavant, le président tchèque était élu au suffrage indirect par les deux chambres du Parlement.

### Conditions de candidatures
La Constitution de la Tchéquie, loi fondamentale du pays, détermine les conditions d'une candidature à l'élection présidentielle, régies par l'article 57(1) de ladite Constitution, qui dispose que « tout citoyen éligible au Sénat peut être élu président de la République », c'est-à-dire tout citoyen détenant la nationalité tchèque, le droit de vote et ayant atteint au moins l'âge de quarante ans.
Toute candidature, pour qu'elle soit validée, doit obtenir l'appui d'au moins vingt députés, ou dix sénateurs ou les signatures de 50 000 électeurs. Les candidats ayant recueilli ces parrainages doivent ensuite les remettre au plus tard soixante-six jours avant le scrutin au ministère de l'Intérieur, qui doit les examiner, les approuver ou les rejeter si elles ne devaient pas être conformes à toutes les exigences légales. Ces dispositions juridiques concernent également le président de la République sortant en cas de sollicitation d'un second mandat.

### Convocation du scrutin

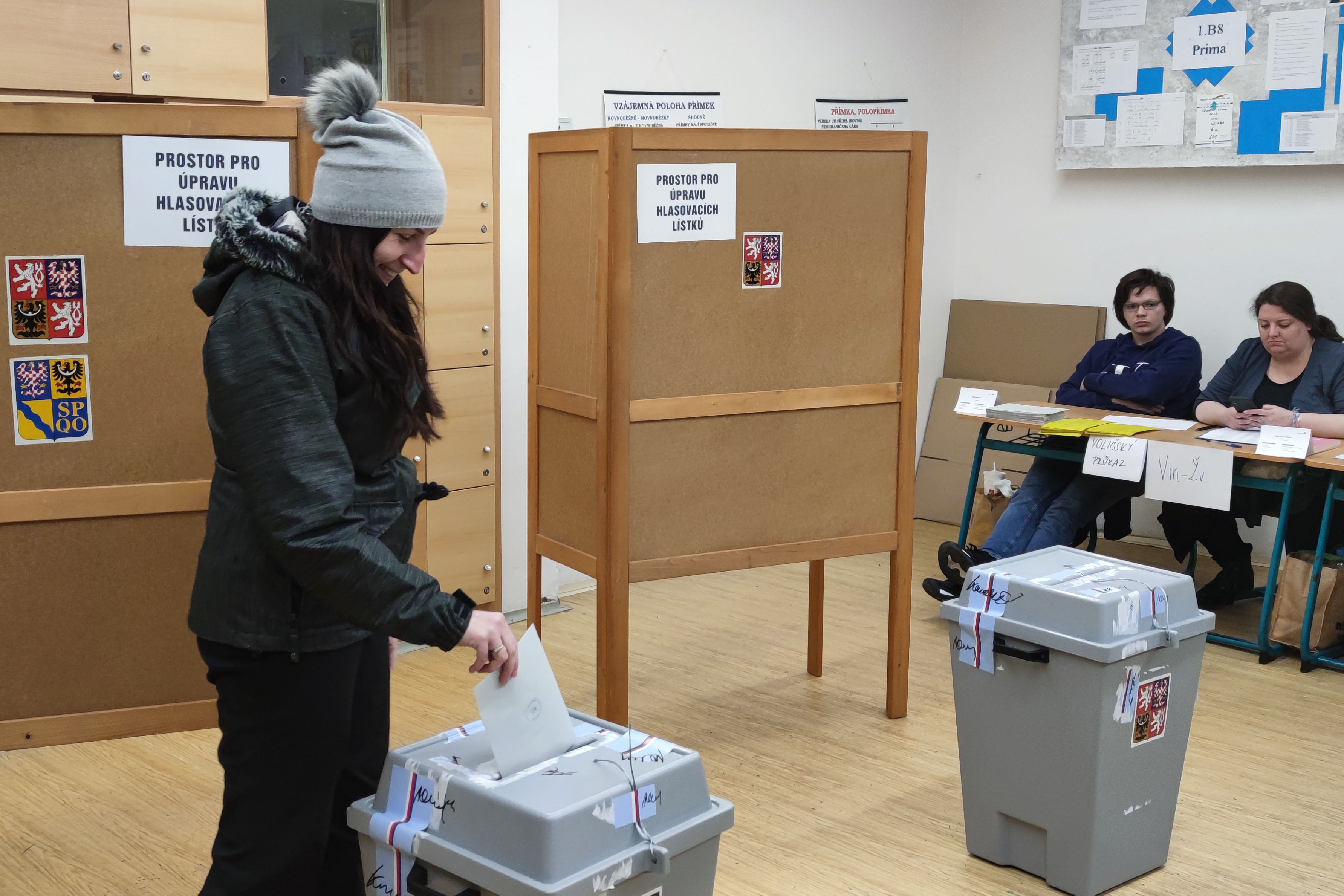
Opération de vote à Olomouc le 27 janvier.

La convocation de l'élection présidentielle est régie par l'article 56 de la Constitution, qui prévoit notamment que « l'élection du président de la République se déroule dans les soixante derniers jours du mandat » du président sortant. En cas de vacance de la présidence en cours de mandat pour cause de décès, démission ou révocation, ce délai est porté à quatre-vingt-dix jours. La convocation de l'élection présidentielle est une compétence du président du Sénat.

## Campagne
Parmi les candidats en lice, trois s'affirment lors de la campagne comme les principaux candidats. En face de l'ancien chef du gouvernement Andrej Babiš, très populaire dans l'opposition, une partie de la coalition gouvernementale — Parti démocratique civique, Union chrétienne démocrate - Parti populaire tchécoslovaque et TOP 09 — choisit d'apporter son soutien à trois candidats, tous indépendants : Pavel Fischer, Danuše Nerudová et Petr Pavel. Ces deux derniers se hissent, eux aussi, en tête des sondages.
Les trois favoris — Babiš, Pavel et Nerudová — se rejoignent sur plusieurs questions, dont surtout la critique de l'agression menée en Ukraine par la Russie de Vladimir Poutine, ainsi qu'une position en faveur de la légalisation du mariage homosexuel,.

### Andrej Babiš

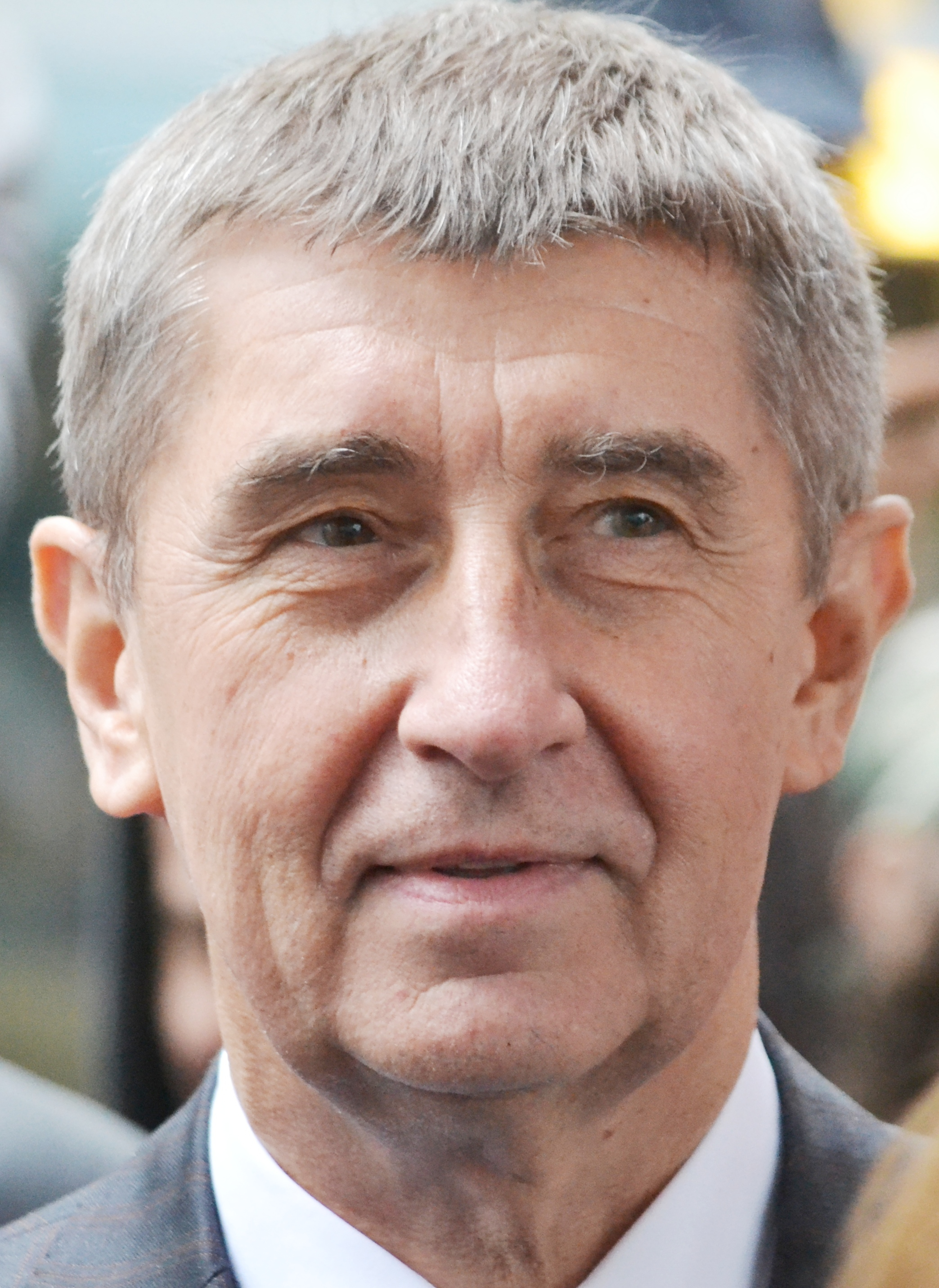
Andrej Babiš

La campagne se focalise en partie sur la candidature de l'ancien chef du gouvernement et milliardaire Andrej Babiš, à la tête du premier parti d'opposition, ANO 2011. Souvent qualifié de populiste, il bénéficie d'une grande popularité en province, qui se réduit fortement dans les grandes villes dont la capitale, Prague, où il est perçu comme un affairiste opportuniste. Après avoir fait campagne en 2017 sur le thème de la lutte contre la corruption, il voit depuis sa popularité diminuer à la suite d'un scandale l'accusant d'avoir manipulé les avoirs de sa société de holding Agrofert afin de bénéficier d'une aide européenne de deux millions d’euros pourtant destinée aux petites entreprises. Il est finalement acquitté le 9 janvier 2023 par un tribunal de Prague, qui juge que le transfert d'avoir ne constitue pas un acte délictueux.
Il bénéficie du soutien médiatique du président français Emmanuel Macron qui l'invite à l'Élysée trois jours avant le scrutin, suscitant de vives critiques en Tchéquie,.

### Petr Pavel

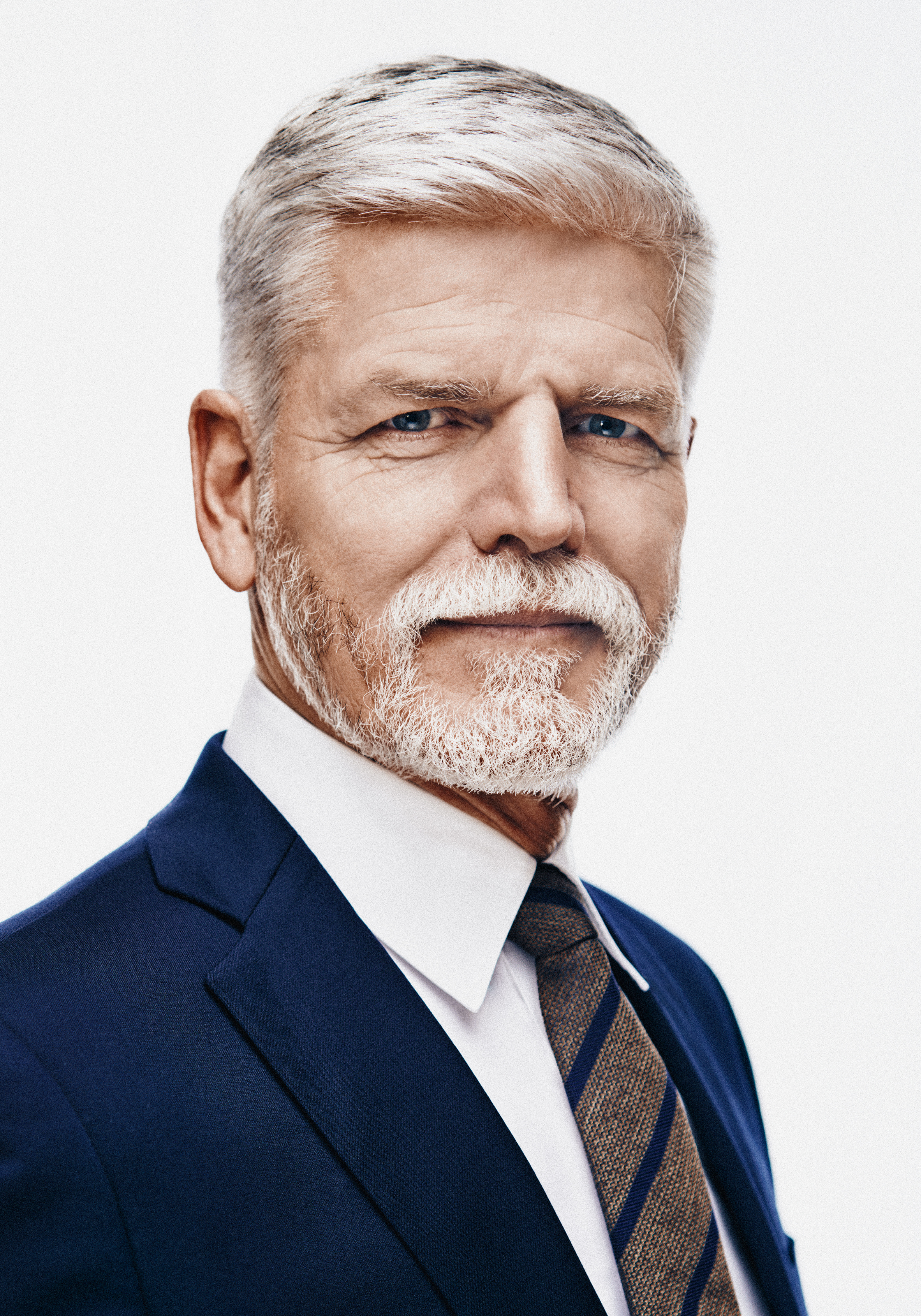
Petr Pavel.

Ancien général d'État-major, Petr Pavel met en avant son expérience dans le domaine militaire, une stratégie qui résonne auprès des électeurs dans le contexte de l'invasion de l'Ukraine par la Russie. Le candidat met notamment en valeur dans ses spots de campagne les témoignages de soldats français de l'Organisation du traité de l'Atlantique nord (OTAN) sauvés par son unité lorsqu'il était parachutiste lors de l'évacuation de la base de Karin, au cours des guerres de Yougoslavie. Devenu plus tard président du comité militaire de l'OTAN, il s'appuie sur ce passé pour se présenter comme « l'homme de la situation » en temps de conflit.
Le passé militaire du candidat se révèle pourtant également son point faible. Petr Pavel se voit, en effet, reprocher ses activités dans l'armée du temps de la dictature communiste, avant le retour de la démocratie en 1989. Il avait alors donné des cours de renseignement militaire au profit du gouvernement de l'époque, placé sous l'égide du Parti communiste tchécoslovaque.

### Danuše Nerudová

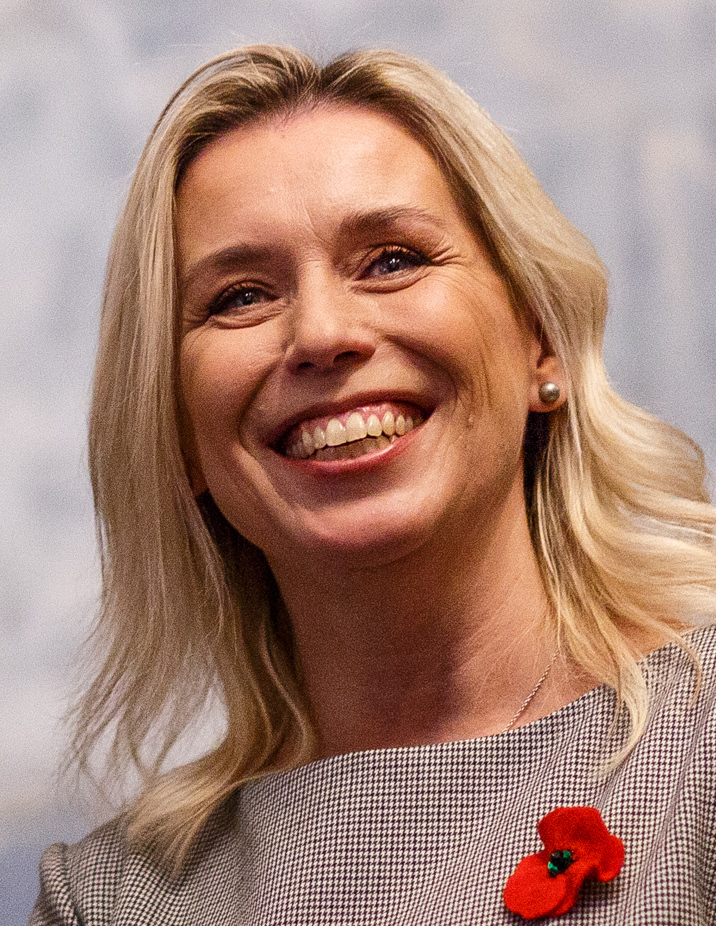
Danuše Nerudová

L'économiste et universitaire Danuše Nerudová se positionne en « challenger » du duel annoncé entre Babiš et Pavel, fort du soutien des jeunes électeurs. Ces derniers sont notamment attirés par ses prises de positions en faveurs des droits LGBT et de l'écologie dans le contexte du besoin urgent pour le pays d'effectuer une transition énergétique pour se sevrer du gaz russe. Elle bénéficie notamment le 8 janvier du retrait en sa faveur de Josef Středula, un candidat indépendant soutenu par le Parti social-démocrate tchèque.
Classée à gauche, elle souffre du déclin de son bord politique dans le pays, seul le Parti pirate tchèque ayant remporté une poignée de sièges lors des élections législatives de 2021, le reste des partis présents à l'assemblée se situant au centre ou à sa droite.
Elle pâtit également d'accusations de corruption. La candidate est, en effet, accusée d'avoir participé lorsqu'elle était rectrice de l'université Mendel de Brno à l'attribution rapide de doctorats en dépit de thèses largement plagiées, en échange de sommes d'argent,.

### Premier tour

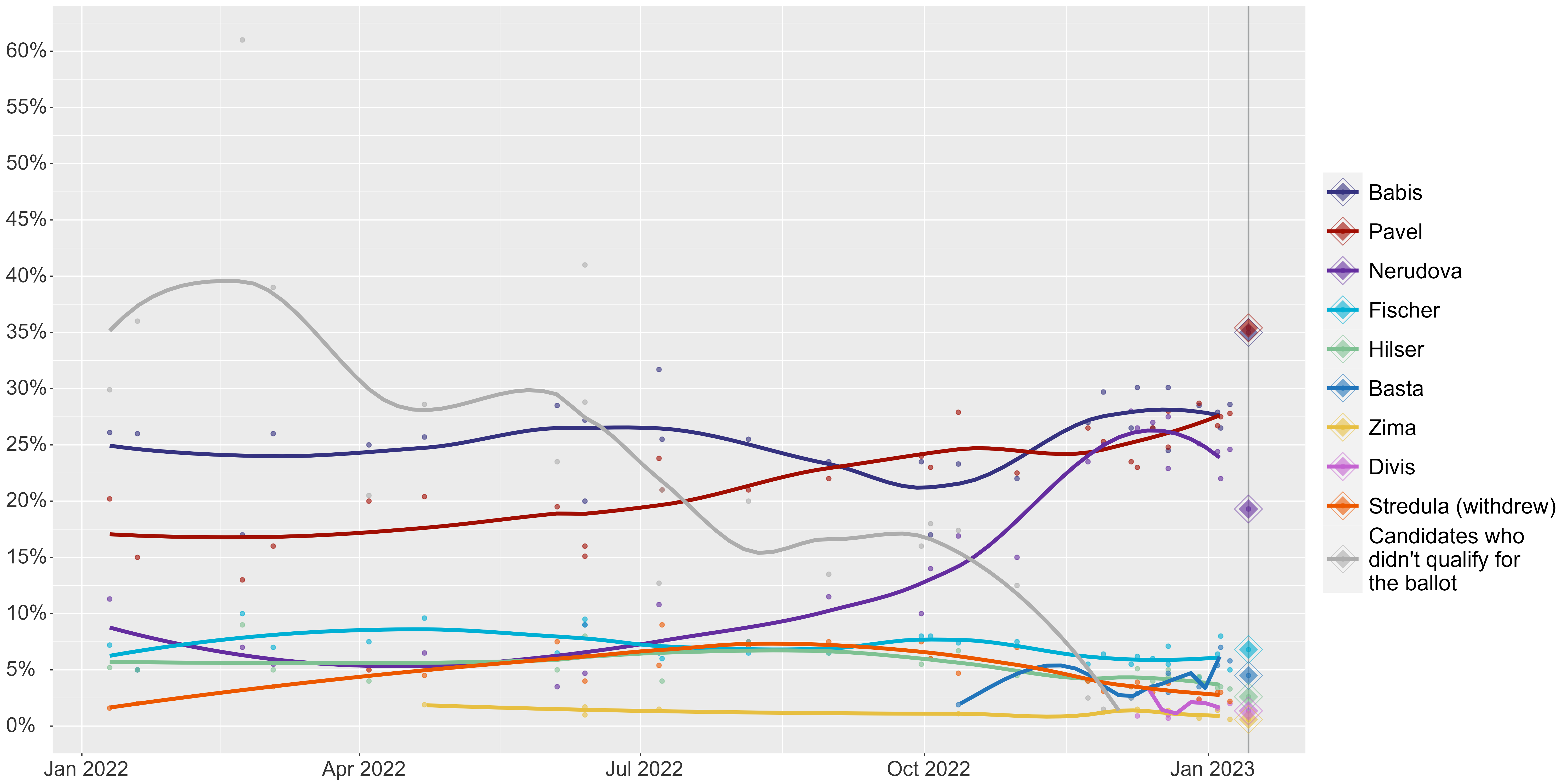

### Second tour

## Résultats
| Candidats                | Candidats                | Partis                   | Premier tour | Premier tour | Second tour | Second tour |
| Candidats                | Candidats                | Partis                   | Voix         | %            | Voix        | %           |
| ------------------------ | ------------------------ | ------------------------ | ------------ | ------------ | ----------- | ----------- |
|                          | Petr Pavel               | Indépendant              | 1 975 056    | 35,40        | 3 359 151   | 58,33       |
|                          | Andrej Babiš             | ANO 2011                 | 1 952 213    | 34,99        | 2 400 046   | 41,67       |
|                          | Danuše Nerudová          | Indépendante             | 777 022      | 13,92        |             |             |
|                          | Pavel Fischer            | Indépendant              | 376 705      | 6,75         |             |             |
|                          | Jaroslav Bašta           | SPD                      | 248 375      | 4,45         |             |             |
|                          | Marek Hilšer             | MHS                      | 142 908      | 2,56         |             |             |
|                          | Karel Diviš              | Indépendant              | 75 479       | 1,35         |             |             |
|                          | Tomáš Zima               | Indépendant              | 30 827       | 0,55         |             |             |
|                          |                          |                          |              |              |             |             |
| Suffrages exprimés       | Suffrages exprimés       | Suffrages exprimés       | 5 578 585    | 99,21        | 5 759 197   | 99,51       |
| Votes blancs et nuls     | Votes blancs et nuls     | Votes blancs et nuls     | 44 227       | 0,79         | 28 343      | 0,49        |
| Total                    | Total                    | Total                    | 5 622 812    | 100          | 5 787 540   | 100         |
| Abstention               | Abstention               | Abstention               | 2 623 150    | 31,81        | 2 455 026   | 29,78       |
| Inscrits / Participation | Inscrits / Participation | Inscrits / Participation | 8 245 962    | 68,19        | 8 242 566   | 70,22       |

 Représentation des résultats du second tour :
| Petr Pavel (58,33 %) |  |  | Andrej Babiš (41,67 %) |
| ▲                    |  |  |                        |
| Majorité absolue     |  |  |                        |

### Cartes

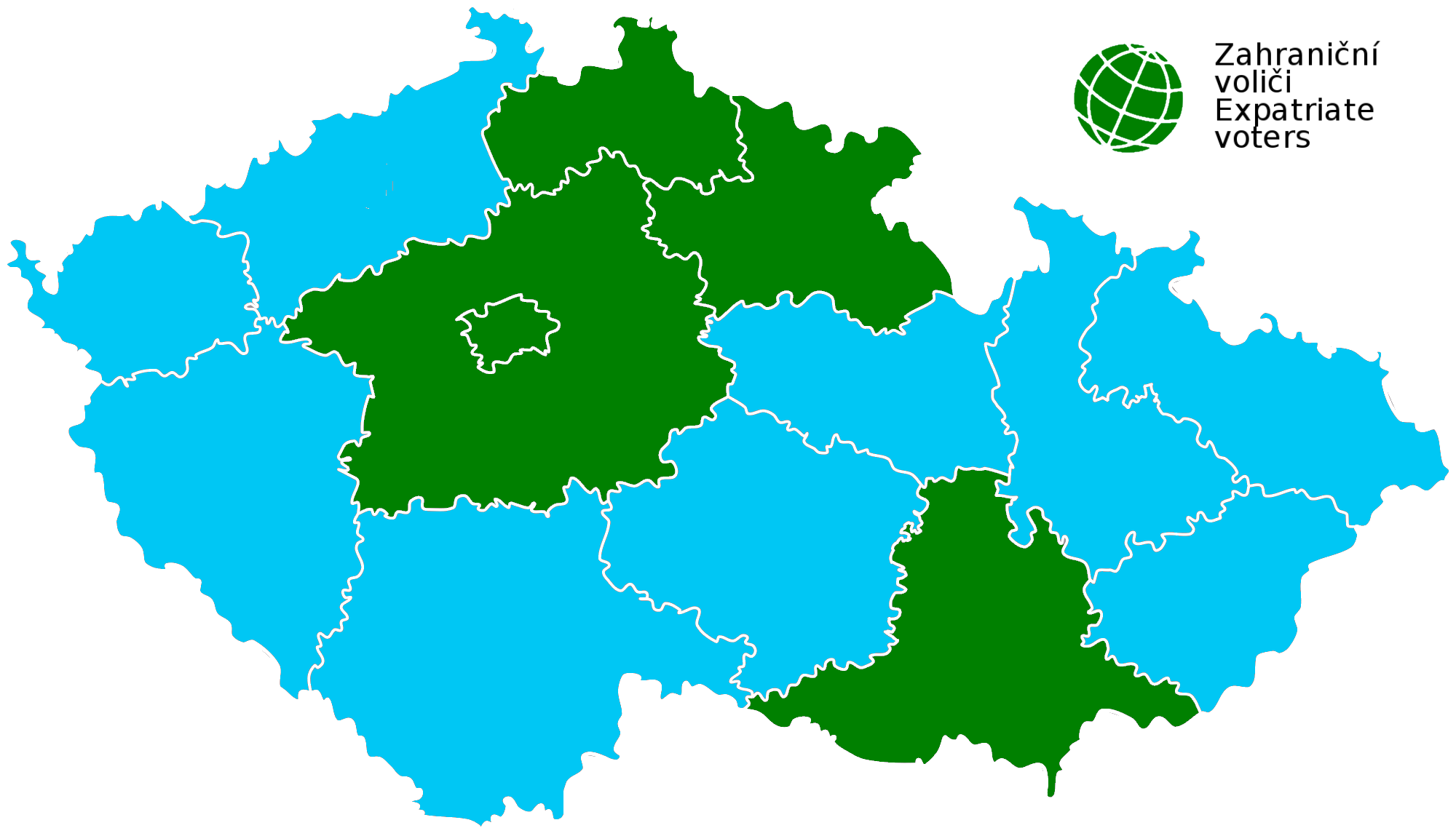
Candidat arrivé en tête au premier tour par région Petr Pavel Andrej Babiš
Candidat arrivé en tête au premier tour par district Petr Pavel Andrej Babiš
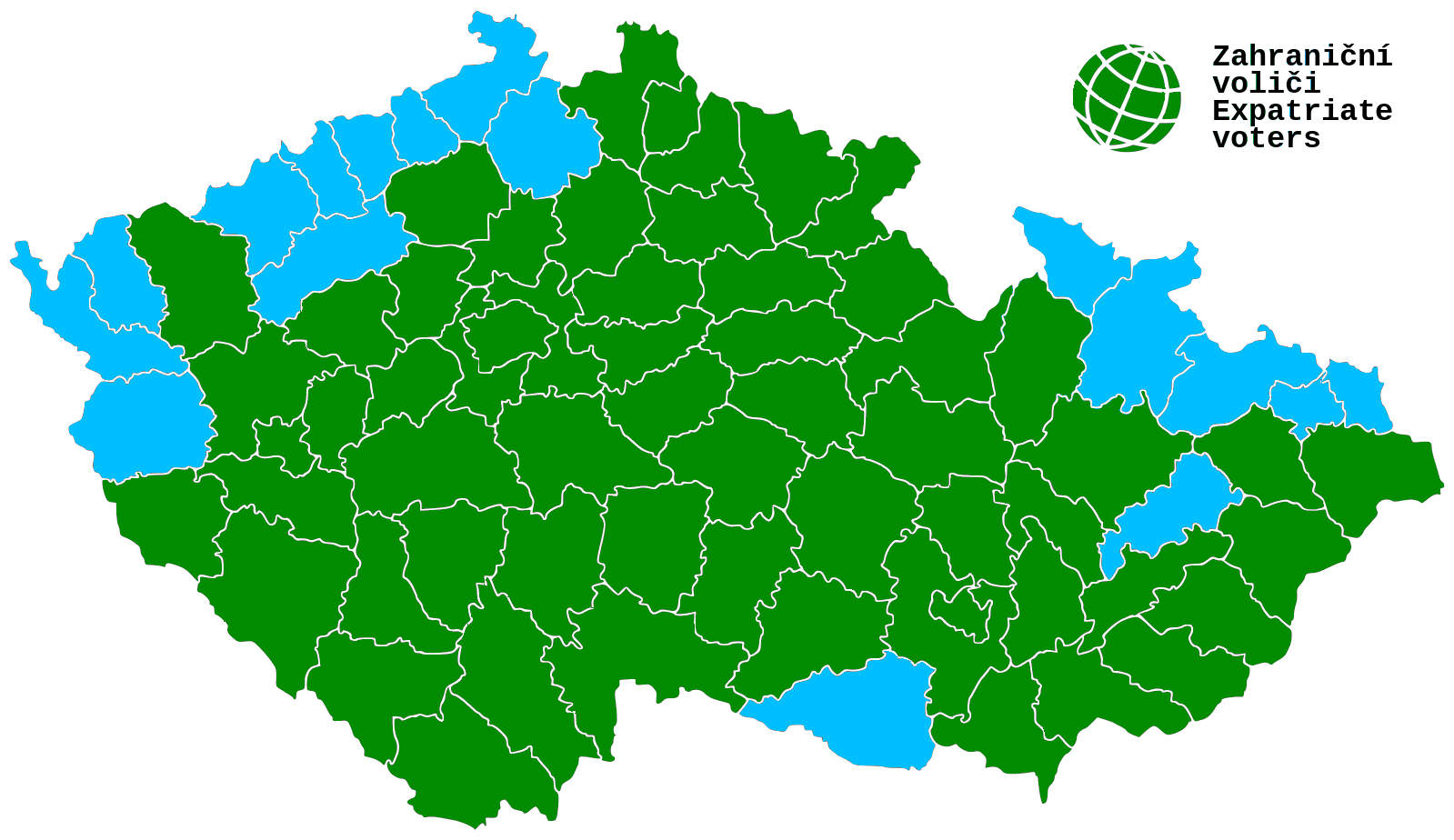
Candidat arrivé en tête au second tour par district Petr Pavel Andrej Babiš

## Analyse et conséquences

Résultats au premier tour par district.

Résultats au second tour par district.

Le premier tour voit arriver en tête Petr Pavel, qui devance légèrement Andrej Babiš, les deux hommes se retrouvant en situation de ballotage deux semaines plus tard. S'il reconnaît lui-même que son avance est très mince, Petr Pavel bénéficie d'une dynamique favorable. La plupart des autres candidats lui apportent leur soutien, dont Danuše Nerudová, arrivée troisième, qui le félicite au soir du premier tour. L'ancien général déclare ainsi aspirer à « restaurer la dignité de la fonction présidentielle » après les deux mandats de Miloš Zeman, qu'il accuse d'avoir mené sa présidence dans un esprit de confrontation,. Outre le soutien de Danuše Nerudová, Pavel reçoit dans l'entre-deux-tours ceux de Pavel Fischer, Marek Hilšer, Karel Diviš et Tomáš Zima,.
S'il bénéficie quant à lui d'une base d'électeurs très forte au premier tour, Andrej Babiš dispose théoriquement de très peu de réserves de voix. La situation est cependant comparable à l'élection présidentielle précédente, qui avait vu Miloš Zeman l'emporter au second tour sur Jiří Drahoš malgré des reports de voix jugés favorables à ce dernier. L'issue du scrutin demeure ainsi incertaine malgré l'avance détenue par Pavel dans les sondages d'opinion. Après avoir félicité son adversaire pour sa courte avance au premier tour, il l'accuse d'avoir menti au cours des débats et de « n'avoir rien fait pour notre pays », avant de le comparer au président russe Vladimir Poutine en faisant référence à son passé dans le renseignement militaire. Andrej Babiš s'estime par ailleurs victime d'une « campagne de diffamation » de la part des « journalistes alliés de Pavel ». Sa remarque sur le passé de son adversaire est critiquée comme « ridicule » au regard du passé d'informateur de Babiš auprès de la Sûreté de l'État à la même période.
Petr Pavel sort largement vainqueur du second tour, auquel un peu plus de 70 % des inscrits participent. Le scrutin enregistre ainsi le record de la plus forte participation pour une élection présidentielle tchèque depuis le passage au suffrage universel direct, dix ans plus tôt. Pavel obtient ses meilleurs résultats dans les grandes villes dont la capitale, Prague, où il remporte plus des trois quarts des voix. Andrej Babiš reconnait sa défaite dans l'après-midi du 28 janvier et félicite Pavel, tandis que le président du gouvernement, Petr Fiala, se déclare « réjoui à l’idée de travailler avec le nouveau président de la République ». La passation de pouvoir entre Miloš Zeman et Petr Pavel intervient le 9 mars 2023,,.